# Хорнбленда
Хорнбленда (Ca2Na(Mg,Fe2+)4(Al,Fe3+)(Si,Al)8O22(OH,F)2) један је од најзначајнијих амфибола у природи. Кристалише моноклинично.Кристали су доста чест начин појављивања овог минерала у природи. Агрегати хорнбленде су претежно призматични, приткасти или игличасти.

## Хемизам
Хорнбленда има веома сложен и променљив састав.У основи је калцијско, натријско, магнезијско гвожђевити хидратисани алумосиликат. Код хорнбленде постоји широко варирање односа {\displaystyle MgFe}2+ и {\displaystyle AlFe}3+.
OH група код хорнбленде је чешће замењена гвожђем, а понекад и хлором. У зависности од хемијског састава, код хорнбленде се могу јавити различити варијатети (алкалне и окси хорнбленде). Алкалне хорнбленде имају повећан садржај натријума, док окси хорнбленде имају повећан садржај Fe2O3, FeO и TiO2 у хемијским анализама. Уралит је специфична врста хорнбленде, доста променљивог хемијског састава, која постаје процесима уралитизације ромбичних и моноклиничних пироксена.

## Физичке особине
Обична хорнбленда је карактеристичне тамнозелене до црне боје. Окси хорнбленда је микроскопски зелена до мркозелена, ређе мрка. Прозрачан је до провидан минерал, стакластог сјаја. Цепљивост је савршена, а угао између праваца цепљивости износи 124°. Ретко се јавља цепљивост несавршеног карактера по (001). На правцима цепљивости понекад се јавља седефасти сјај. Тврдоћа је 6 по Мосовој скали. Специфичне масе су између 3,10 и 3,30, у зависности од састава.Густина је између 3,0 и 3,4 г/цм3, у зависности од садржаја гвожђа. Не раствара се у киселинама.

## Дијагностичке особине
Микроскопски се препознаје по облику кристала и агрегата, боји, цепљивости и сјају. Приткасти агрегати могу ређе бити слични са актинолитом.

## Постанак, парагенеза
Хорнбленда најчешће постаје магматски и регионално метаморфно. Може постати контактно метаморфно као и пегматитски. Ређе постаје хидротермално.
Као магматски минерал, хорнбленда се јавља у многим магматским стенама, базичног или интермедијарног карактера. У зависности од типа стене, парагенезе су различите. Обично је у парагенези са фелдспатима, пироксенима, кварцом и другим минералима. Веома крупни агрегати хорнбленде се могу образовати у габро пегматитима, као да обично у парагенези са базичним плагиокласима и другим минералима.
У процесима регионалног метаморфизма, хорнбленда се јавља у стенама средњег до високог степена метаморфизма, а нарочито у амфиболским шкриљцима, амфиболитима, гнајсевима и другим стенама. Парагенетски се јаља са кварцом, фелдпатима, гранитима и другим минералима.
Хорнбленда је прилично непостојан минерал. Различитим егзогеним процесима, често се трансформише до минерала глина монтморијонитског састава, опала итд. Дејством хидротермалних раствора може прећи у серпентинске минерале, хлорите, епидот са калцитом уз присуство кварца итд.

## Распрострањеност и примена
Хорнбленда је широко распрострањен минерал у многим магматским, вулканским и регионално метаморфним стенама. Лепи крупни кристали хорнбленде јављају се, у андензитима у околини Бора, до се крупни агрегати јављају у амфиболитима околине Прокупља. За сада нема практичну примену. Значајна је као фемски петрогени минерал.